# Голдшмидт, Отто
Отто Мориц Давид Голдшмидт (нем. Otto Moritz David Goldschmidt; 21 августа 1829, Гамбург — 24 февраля 1907, Лондон) — британский композитор германского происхождения.

## Биография
Отто Мориц Давид Голдшмидт родился 21 августа 1829 года в Гамбурге в семье торговца-еврея, его мать была известной феминисткой. Был в 1843—1846 годах учеником Феликса Мендельсона, Ханса фон Бюлова и Морица Гауптмана в Лейпцигской консерватории; брал частные уроки у Клары Шуман.
Стал гражданином Англии в 1858 году. Был назначен преподавателем в Королевской академии музыки в 1863 году и был заместителем её директора (1866—1868). В 1876—1885 годах был первым музыкальным руководителем Хорового общества имени Баха. Несколько раз проводил знаменитые Нижнерейнские фестивали в Дюссельдорфе. Вместе с Уильямом Стерндейлом Беннеттом издал «Английскую книгу для хорового пения» (The Chorale Book for England). В 1852 году он женился на шведской певице Енни Линд, в браке с ней имел трёх детей, впоследствии издал её биографию «Енни Линд. Её путь как артистки» (Jenny Lind. Ihre Laufbahn als Künstlerin).
Голдшмидт много путешествовал вместе со скрипачом Пабло де Сарасате, который посвятил ему своё «Баскское каприччио», соч. 24. Дочери Голдшмидта Берте-Оттилии (Berthe-Ottilia) он посвятил другое своё сочинение, Интродукцию и фанданго с вариациями, соч. 40. Она унаследовала дом Сарасате в Биаррице, куда уехала во время оккупации Франции гитлеровскими войсками.
После смерти Енни Линд Голдшмидт передал в основанный ею Фонд стипендий имени Феликса Мендельсона документы, связанные с романом Енни и Феликса с условием, что они не будут опубликованы 100 лет. Однако по истечении этого срока бумаги так и не увидели свет, что известный биограф Мендельсона Клайв Браун считает заговором молчания против композитора.

## Сочинения
- «Руфь» (Ruth), оратория (1867), написана специально для его жены, стала её последним публичным выступлением
- «Музыка» (Music), кантата (1898) для женского хора
- Концерт для фортепиано с оркестром
- Трио для фортепиано, скрипки и виолончели, соч. 12
- Разнообразные пьесы и песни